# تونگو دومبیا
تونگو دومبیا (فرانسوی: Tongo Doumbia‎؛ زادهٔ ۶ اوت ۱۹۸۹) بازیکن فوتبال اهل فرانسه است.
از باشگاه‌هایی که در آن بازی کرده‌است می‌توان به باشگاه فوتبال آق‌تپه، باشگاه فوتبال رن، باشگاه فوتبال والنسین، باشگاه فوتبال ولورهمپتون واندررز، و باشگاه فوتبال تولوز اشاره کرد.
وی همچنین در تیم‌های ملی فوتبال مالی بازی کرده‌است.